# Apona caschmirensis
Apona caschmirensis là một loài bướm đêm thuộc họ Eupterotidae. Loài này có ở Nepal, Pakistan và Ấn Độ.
Sải cánh của loài này dài 96–114 mm.